# Industri AB Thor
Industri AB Thor var en svensk karossbyggare i Åby. Företaget var ett dotterföretag till Trafik AB Ivan Thor i Nyköping, som bedrev busstrafik från 1921 i Södermanland och Östergötland. Företaget var verksamt från 1940-talet till 1960-talet.
Industri AB Thor tillverkade busskarosser och släpbussar, samt tunga släp och karosser till lastbilar. Företaget gjorde bland annat flyttbussar. Mellan 1949 och 1955 tillverkade Industri AB Thor också ett 30-tal husvagnar, som kallades Ford Campingvagnar.